# (4444) Escher
(4444) Escher – planetoida z pasa głównego asteroid okrążająca Słońce w ciągu 3,54 lat w średniej odległości 2,32 j.a. Odkryli ją 16 września 1985 roku Hans Norgaard-Nielsen, Leif Hansen i Philip Christensen w Europejskim Obserwatorium Południowym. Nazwa planetoidy pochodzi od Mauritsa Cornelisa Eschera (1898–1972) – holenderskiego malarza i grafika.